# رودريجو خيل دي أونتانيون
رودريجو خيل دي أونتانيون (بالإسبانية: Rodrigo Gil de Hontañón)‏ معماري إسباني من عصر النهضة، وُلد في 1500 في راسكافرا بمدريد. عُد واحد من أفضل المعماريين الإسبان في القرن السادس عشر. أثر أسلوبه الشخصي في أعمال المعماريين الجدد مثل أنطونيو بالاثيوس. ترمز أعماله التعايش بين العمارة القوطية والكلاسيكية وعمارة عصر النهضة مع تجاوز إسبانيا للقرون الوسطى. وتُوفي في شقوبية في 1577.